# Ayumi Kaihori
Ayumi Kaihori (født 4. september 1986) er en tidligere japansk fodboldspiller. Hun har tidligere spillet for Japans kvindefodboldlandshold.

## Japans fodboldlandshold
| Japans landshold | Japans landshold | Japans landshold |
| År               | Kmp              | Mål              |
| ---------------- | ---------------- | ---------------- |
| 2008             | 3                | 0                |
| 2009             | 3                | 0                |
| 2010             | 7                | 0                |
| 2011             | 14               | 0                |
| 2012             | 7                | 0                |
| 2013             | 6                | 0                |
| 2014             | 6                | 0                |
| 2015             | 7                | 0                |
| Total            | 53               | 0                |